# Турчанинов Георгій Федорович
Георгій Федорович Турчани́нов (рос. Георгий Федорович Турчанинов; нар.4 квітня 1902, Санкт-Петербург — пом. серпень 1989, Ленінград) — радянський лінгвіст, історик, доктор філологічних наук, професор. Автор не визнаних сучасною наукою дешифровок відразу декількох древніх писемностей, яким він приписував кавказьке походження.

## Життєпис
Турчанинов у 1930 році закінчив факультет мов і матеріальної культури Ленінградського державного університету. В 1930 році був прийнятий в аспірантуру, за рекомендацією академіка Миколи Марра, на кафедру методології мовознавства при ЛІЛІ (Ленінградський історико-лінгвістичний інститут). Одночасно був позаштатним співробітником Яфетичного інституту АН СРСР. В 1932 році була опублікована перша наукова стаття Турчанинова – «Основные принципы развития слова» (Яфетический сборник, т. VII).
За порадою академіка Марра Турчанинов зайнявся дослідженням кабардино-черкеської мови. У Кабардино-Балкарію він приїжджає вперше у 1934 році. Результатом наукового відрядження стала праця «Черкесская культура по данным языка в интерпретации проф. Н. Ф. Яковлева» (Язык и мышление. Т. II. 1934).
У 1940 році видає навчальну граматику кабардинської мови, написану у співавторстві з М. Цаговим. Незабаром у коло досліджень Турчанинова увійшли адигейська, абхазька, абазинська, убихська, осетинська мови.
У 1939—1941 і в 1947—1950 роках Турчанинов читав курси кабардинської мови та літератури на філологічному факультеті Ленінградського університету.

## Нагороди
- орден Трудового Червоного Прапора,
- Медаль «За оборону Ленінграда»
- Медаль «За доблесну працю у Великій Вітчизняній війні 1941—1945 рр.».